# Estádio Amintas de Freitas
O Estádio Amintas de Freitas é um estádio de futebol localizado no município de Jaraguá, no estado de Goiás, tem capacidade para 4.000 espectadores e pertence à Prefeitura Municipal.
Em 2017 recebeu a final do Campeonato Goiano da Terceira Divisão, em que o Jaraguá se sagrou campeão em cima da ABECAT Ouvidorense.